# Братиславский край
Братиславский край (словац. Bratislavský kraj) — один из восьми краёв Словакии с административным центром в Братиславе.
Площадь края составляет 2052 км², население — 602 436 человек (2011). Расположен на западе Словакии. Граничит с Австрией и Венгрией.
В период с 1939 года по 1945 год — Братиславская жупа.

## Административное деление
Братиславский край делится на 8 районов (окресов):
- Район Братислава I
- Район Братислава II
- Район Братислава III
- Район Братислава IV
- Район Братислава V
- Район Малацки
- Район Пезинок
- Район Сенец

## Население
| Год:                | 1994    | 2004    | 2014    | 2024     |
| ------------------- | ------- | ------- | ------- | -------- |
| Количество человек: | 616 871 | 601 132 | 625 167 | 736 385  |
| Разница:            |         | −2,55 % | +3,99 % | +17,79 % |

### Статистические данные (2011)
Национальный состав
- словаки — 543 573 чел. (90,2 %);
- венгры — 23 888 чел. (4,0 %);
- чехи — 6820 чел. (1,1 %);
- немцы — 1165 чел. (0,2 %);
- прочие — 26 990 чел. (4,5 %);

Конфессиональный состав
- католики — 339 247 чел. (56,3 %);
- лютеране — 30 622 чел. (5,1 %);
- атеисты — 161 214 чел. (26,8 %);
- прочие — 71 353 чел. (11,8 %);